# マウラナ・ファズルッラー
マウラーナー・ファズルッラー（ウルドゥー語: مولانا فضل الله、英語：Maulana Qazi Fazlullah、1974年 - 2018年6月14日）は、ムッラーの称号を有し、パキスタンで活動が禁止されたイスラム法強化運動（Tehreek-e-Nafaz-e-Shariat-e-Mohammadi：TNSM）の指導者。パキスタン・ターリバーン運動の3代目最高指導者。日本語メディアではマウラナ・ファズルラあるいはファズルラ師と表記されることがある。

## 経歴
1974年、Kuza Bandai村（地図 - Google マップ）に生まれる。
ファズルッラーが率いるTNSMは、彼の養父スーフィー・ムハンマド（Sufi Muhammad）が創設し、シャリーア法の導入を目的とした。ムハンマドは、2000年代初め、アフガニスタンでNATO軍により逮捕された（暴力を否定した後、2008年に釈放）。
2007年10月、ファズルッラーは、4,500人以上の兵士の支援の下、スワートの59村に並行政府を樹立し、シャリーア裁判所を導入し始めた。ファズルッラーは、地域の有力者と考えられ、ターリバーンの支持者であった。
この地域では、既に2006年に非合法のFMラジオ局が開設され、ジハードと反西側のプロパガンダを放送していた。彼は、全ての電子機器を「破戒の源」と呼んでいたが、このラジオ局のために「ラジオ・ムッラー」のあだ名を得た。ラジオ放送は、ジープに搭載された送信機から行われ、主として夜間に放送された。
ファズルッラーは、音楽、ダンス、コンピュータ、テレビ等を禁止し、彼の部下達は、髭を刈る散髪屋を脅し、少女の就学を禁じた。また、ムスリムの女性の不妊を促すと考えて、ポリオの予防接種に反対したため、保健所職員は、この地域で暴行を受ける羽目になった。パキスタン当局は、ファズルッラーとバイトゥッラー・マフスードをベーナズィール・ブットー暗殺の組織者と考えている。
2007年10月、スワート渓谷のパキスタン軍が自爆テロの攻撃を受け、アメリカ軍が投入されたが、事態は改善しなかった。戦闘開始後、数千人の住民がスワートを離れ、数百の学校が破壊された。その結果、当時の与党パキスタン人民党は、停戦を条件に地域の支配権をファズルッラーに認めざるを得なかった。
2009年2月、パキスタン政府は、スワートを含むマラーカンド地域へのシャリーア法の導入を許可し、同年4月13日、アースィフ・アリー・ザルダーリー大統領は、同法案に署名した。
2013年11月、ハキームッラー・マフスードが米軍によって殺害された後、パキスタン・ターリバーン運動の後継指導者に選出された。
ファズルッラーは、マララ・ユサフザイの襲撃に関与したともされるが、ファズルッラーを指導者として認めず、パキスタン・ターリバーン運動から分離した過激派ジャマトゥル・アハラールは、ファズルッラーが襲撃を命じたとの説を否定している。
2018年6月15日、アフガニスタンのアシュラフ・ガニー大統領は、6月14日に行われたアメリカ軍の無人機攻撃によりファズルッラーが死亡したと発表した。